# Médaille Pie-XI
Pour les articles homonymes, voir Pie XI (homonymie).
La médaille Pie-XI est une distinction remise tous les deux ans par l'Académie pontificale des sciences à un jeune scientifique de réputation internationale. Le prix porte le nom du pape qui a recréé l'Académie en 1936.

## Lauréats de la médaille Pie-XI
- 1939 : Corneille Jean François Heymans
- 1942 : Harlow Shapley
- 1943 : Emmanuel de Margerie
- 1963 : Aage Bohr
- 1964 : François Gros
- 1966 : Allan Sandage
- 1969 : Robert B. Woodward
- 1972 : György Némethy
- 1975 : Stephen Hawking
- 1976 : Lucio Luzzatto
- 1979 : Antonio Paes de Carvalho
- 1981 : Jean-Marie Lehn
- 1983 : Gerard 't Hooft
- 1988 : Luis Caffarelli
- 1992 : Adi Shamir
- 1996 : Mark Davis
- 1998 : Gillian Bates et Stephen Davies
- 2002 : Juan Maldacena et Stanislas Dehaene
- 2004 : Laure Saint-Raymond
- 2006 : Ashoka Sen
- 2008 : Juan A. Larraín
- 2010 : Patrick Mehlen
- 2012 : Trees-Juen Chuang et Ulrich Pöschl (en)
- 2014 : Cédric Villani
- 2016 : Mariano Sigman
- 2018 : Noble Ephraim Banadda, David M. Sabatini et Miriam Serena Vitiello